# خرفه‌سا (سرده)
خرفه‌سا (نام علمی: Trianthema) نام یک سرده از تیره علف‌فرشیان است.